# Celsoy
Celsoy és un municipi francès situat al departament de l'Alt Marne i a la regió del Gran Est. L'any 2007 tenia 105 habitants.

## Demografia

### Població
El 2007 la població de fet de Celsoy era de 105 persones. Hi havia 48 famílies de les quals 16 eren unipersonals (12 homes vivint sols i 4 dones vivint soles), 8 parelles sense fills, 20 parelles amb fills i 4 famílies monoparentals amb fills.
La població ha evolucionat segons el següent gràfic:
Habitants censats

### Habitatges
El 2007 hi havia 56 habitatges, 45 eren l'habitatge principal de la família, 5 eren segones residències i 6 estaven desocupats. Tots els 55 habitatges eren cases. Dels 45 habitatges principals, 43 estaven ocupats pels seus propietaris i 2 estaven cedits a títol gratuït; 3 tenien dues cambres, 7 en tenien tres, 9 en tenien quatre i 26 en tenien cinc o més. 38 habitatges disposaven pel capbaix d'una plaça de pàrquing. A 19 habitatges hi havia un automòbil i a 21 n'hi havia dos o més.

### Piràmide de població
La piràmide de població per edats i sexe el 2009 era:
| Homes | Edats   | Dones |
| ----- | ------- | ----- |
| 0     | 95 o +  | 0     |
| 4     | 90 a 94 | 0     |
| 4     | 85 a 89 | 0     |
| 0     | 80 a 84 | 4     |
| 4     | 75 a 79 | 0     |
| 0     | 70 a 74 | 4     |
| 4     | 65 a 69 | 8     |
| 0     | 60 a 64 | 0     |
| 4     | 55 a 59 | 0     |
| 0     | 50 a 54 | 4     |
| 4     | 45 a 49 | 0     |
| 4     | 40 a 44 | 0     |
| 8     | 35 a 39 | 8     |
| 0     | 30 a 34 | 4     |
| 4     | 25 a 29 | 0     |
| 4     | 20 a 24 | 0     |
| 0     | 15 a 19 | 8     |
| 0     | 10 a 14 | 8     |
| 4     | 5 a 9   | 0     |
| 4     | 0 a 4   | 4     |

## Economia
El 2007 la població en edat de treballar era de 71 persones, 46 eren actives i 25 eren inactives. De les 46 persones actives 41 estaven ocupades (26 homes i 15 dones) i 5 estaven aturades (3 homes i 2 dones). De les 25 persones inactives 8 estaven jubilades, 8 estaven estudiant i 9 estaven classificades com a «altres inactius».

## Poblacions més properes
El següent diagrama mostra les poblacions més properes.